# Conepatus chinga
Conepatus chinga är ett rovdjur i familjen skunkar som förekommer i Sydamerika.

## Utseende
Individernas kroppslängd från nosen till svansspetsen ligger mellan 46 och 90 cm. Honor är allmänt lite mindre än hannar. Vikten ligger mellan 2,3 och 4,5 kg.
Denna skunk har en svart päls med undantag av två vita strimmor på ryggen och den nästan helt vita svansen. I ansiktet förekommer inga märken.

## Utbredning och habitat
Utbredningsområdet sträcker sig över centrala och södra Sydamerika. Arten hittas från Anderna i södra Peru över sydvästra Bolivia och Paraguay till Chile, Uruguay och Argentina. I Argentina sträcker sig området till provinsen Neuquén. Dessutom finns en isolerad population i Brasilien kring São Paulo, Paraná och Santa Catarina.
Denna skunk föredrar stäpper, områden med rullstenar och buskmarker.

## Ekologi och status
Födan utgörs av ryggradslösa djur som skalbaggar och spindlar samt av små däggdjur och fåglar. Den äter även ägg.
Parningen sker vanligen i februari eller mars och efter två månaders dräktighet föder honan 2 till 5 ungar. Ungarna är cirka ett år senare könsmogna.
Arten jagades i större utsträckning för pälsens skull. Dessutom har stäppen förandrats av införda boskapsdjur som får. Beståndet minskar men trots detta är populationen ganska stor. IUCN listar Conepatus chinga därför som livskraftig (LC).